# 천쯔젠
천쯔젠(중국어: 陈梓健, 병음: Chen Zijian, 한자음: 진재건, 2000년 1월 5일 ~ )은 중화인민공화국 기원 소속의 바둑 기사이다. 전국바둑개인전에서 우승했고 몽백합배 세계 바둑 오픈전 8강에 진출했다.

## 경력
장쑤성 우시시에서 태어난 천쯔젠는 5살 때부터 바둑을 배웠고, 8살 때 부모에 의해 베이징의 바둑 도장에 보내져 바둑을 공부했다. 2011년 전국소년아동전 남자아동조에서 우승했고, 국무총리배 세계아마바둑선수권대회에서 우승했다.
2012년 프로바둑에 입단했고, 병급리그에 칭다오팀으로 출전했다. 2014년 2단으로 승단했고 갑조리그에 나갔다. 2015년 건교배 신인왕전에서 8강에 올랐고, 2016년 3단으로 승단했다. 2017년 제3회 몽백합배 세계 바둑 오픈전 8강에 진출했고 5단으로 승단했다. 2018년 제3회 낙양용문배 기성전 8강에 올랐고 전국개인전 우승을 차지하고 7단으로 승단했다.